# (1653) Yakhontovia

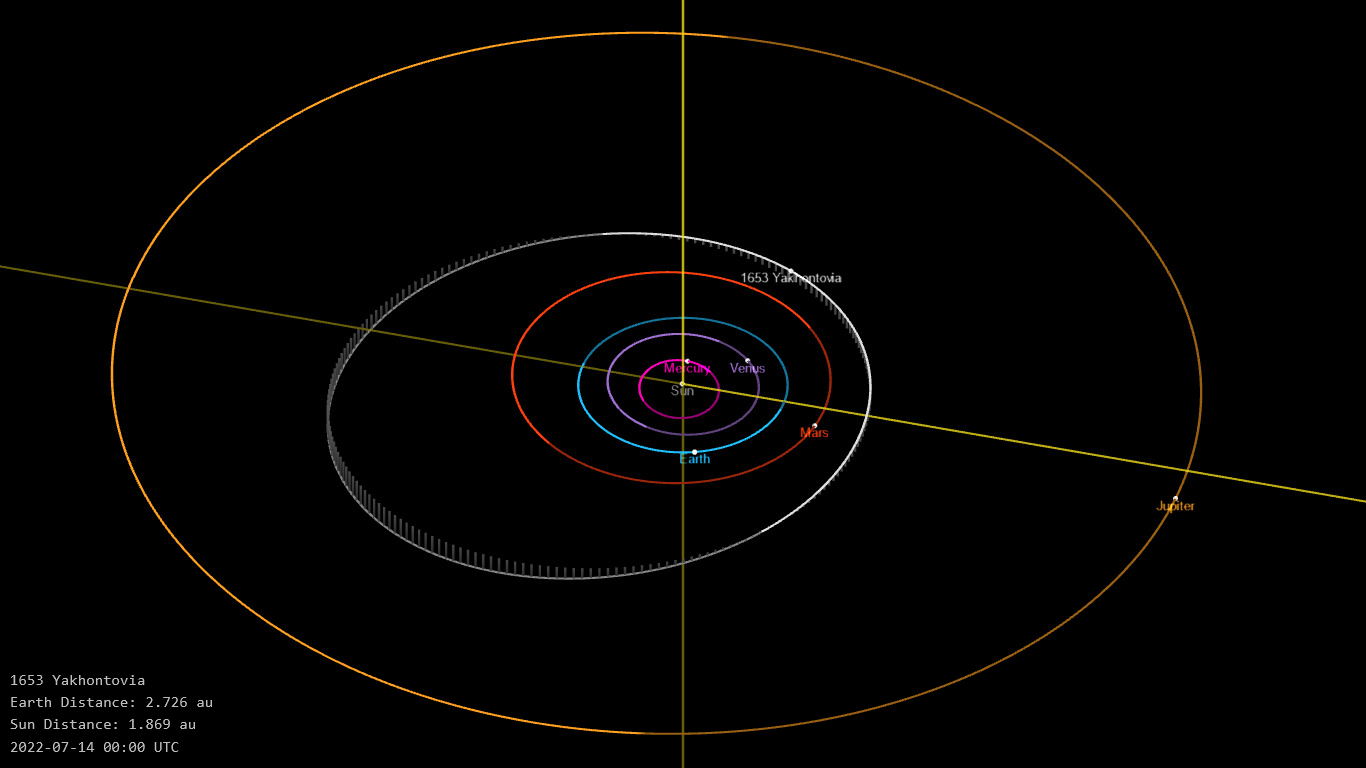
Observation de l'orbite de 1653 Yakhontovia (1937 RA)

(1653) Yakhontovia est un astéroïde de la ceinture principale.

## Description
(1653) Yakhontovia est un astéroïde de la ceinture principale. Il fut découvert le 30 août 1937 à Simeis par Grigori Néouïmine. Il présente une orbite caractérisée par un demi-grand axe de 2,61 UA, une excentricité de 0,32 et une inclinaison de 4,1° par rapport à l'écliptique.
L’astéroïde est dédié à l’astronome russe Natalia Sergeevna Samoilova-Yakhontova.

## Compléments